# جرد راشتون
جَـرِد راشتون (انگلیسی: Jared Rushton؛ زادهٔ ۳ مارس ۱۹۷۴) بازیگر و موسیقی‌دان اهل ایالات متحده آمریکا است. او سه سال متوالی از سال ۱۹۸۹ تا ۱۹۹۱ نامزد دریافت جایزه هنرمند جوان شد.
از فیلم‌ها یا برنامه‌های تلویزیونی که وی در آن نقش داشته‌است، می‌توان به عزیزم، بچه‌ها را کوچک کردم، پزشک دهکده، بزرگ، بخش فوریت‌های پزشکی، کمپ وحشی، روزان، مسیر مردگان، بر فراز دریا و غبرستان حیوانات خانگی ۲ اشاره کرد.